# Gewoon poederkelkje
Het gewoon poederkelkje (Calycina herbarum) is een schimmel behorend tot de familie Pezizellaceae. Hij leeft saprotroof op kruidachtige stengels, in het bijzonder op die van brandnetel (Urtica), soms op takjes, zelden op afgevallen bladeren van loofbomen of op dunne wortels.

## Kenmerken

### Uiterlijke kenmerken
De vruchtlichamen zijn 1,5 tot 3 mm hoog, gemaakt van een komvormige hoed met een diameter van 1 tot 2 mm en een korte hoed, die aan de bovenkant breder wordt. Het oppervlak is glad, witachtig tot okergeel van kleur.

### Microscopische kenmerken
De asci zijn 8-sporig, cilindrisch knotsvormig en meten ongeveer 82-110 × 5,5-7,5 µm groot. De ascosporen zijn cilindrisch-spilvormig, wanneer ze volwassen zijn, met één septum en ongeveer 12–15 × 2-3 µm groot. Ze hebben cilindrische parafysen en zijn 1,25 tot 2,11 µm breed aan de bovenzijde. Het subhymenium heeft zelden gespen en dan eventueel ook aan de bases der asci.

## Verspreiding
Het gewoon poederkelkje komt voor in Europa en Noord-Amerika. In Nederland komt deze soort algemeen voor. Hij staat niet op de rode lijst en is niet bedreigd.

## Taxonomie
Dit taxon werd voor het eerst beschreven in 1797 door Christiaan Hendrik Persoon, die het Peziza herbarum noemde. De huidige naam, erkend door de Index Fungorum, werd er in 1964 aan gegeven door Richard William George Dennis.